# Isabella Patricola
Isabella Patricola, conosciuta anche come Miss Patricola (1886 – 23 maggio 1965) è stata una cantante e attrice teatrale statunitense, popolare negli anni 20, sorella dell'attore Tom Patricola.